# 仙台市立向陽台小学校
仙台市立向陽台小学校（せんだいしりつ こうようだいしょうがっこう）は、宮城県仙台市泉区向陽台五丁目にある公立小学校である。通称は「向小（こうしょう）」。

## 概要
向陽台団地の分譲で向陽台地区の人口増加に伴い、従来の七北田小学校だけでは対応仕切れなくなり、新設の向陽台小学校が開校した。

## 沿革
出典
- 1974年（昭和49年）
  - 4月1日 - 泉市立七北田小学校より分離、七北田小学校の中に泉市立向陽台小学校が開校。同日、校章制定。
  - 4月9日 - 七北田小学校体育館にて、開校宣言式挙行。同日、最初の始業式と第1回入学式挙行。開校時点の児童数769名・学級数19学級。
  - 5月11日 - 新校舎に移転。
  - 5月16日 - 開校式挙行し、校旗樹立。
  - 7月31日 - プール竣工（25m・7コース）。
  - 10月15日 - 『ひまわり児童会の歌』発表。
- 1975年（昭和50年）
  - 2月9日 - 校歌制定し、発表会開催。
  - 3月20日 - 第1回卒業式挙行。最初の卒業生は96名。
  - 4月23日 - プレハブ校舎竣工（5教室）。
  - 8月1日 - 第2期校舎増築工事着工。
- 1976年（昭和51年）4月5日 - 第2期校舎増築工事竣工。
- 1977年（昭和52年）8月5日 - 第3期校舎増築工事着工。
- 1978年（昭和53年）
  - 2月23日 - 第3期校舎増築工事竣工。
  - 5月16日 - 開校記念日制定し、開校記念式挙行。
- 1979年（昭和54年）
  - 3月26日 - 同窓会創立総会開催。
  - 4月14日 - 創立5周年感謝式挙行し、校木（ぼだい樹）制定。
  - 10月20日 - 『創立のあゆみ』発刊。
- 1980年（昭和55年）4月1日 - 富谷町立東向陽台小学校が分離開校。
- 1981年（昭和56年）3月20日 - 校門と体育館前通用門を設置。
- 1982年（昭和57年）3月20日 - 校舎北側通用門設置。
- 1983年（昭和58年）
  - 4月1日 - 「ひまわり学級」設置。
  - 6月8日 - 10周年記念として、マツを植樹。
  - 6月25日 - 10周年PTA記念事業として、「観察園」造園。
- 1984年（昭和59年）5月19日 - 創立10周年記念式典挙行。
- 1985年（昭和60年）3月25日 - 創立10周年記念事業として、鳥小屋設置。
- 1987年（昭和62年）3月12日 - 体育館放送機器設置（PTAバザー収益金による）。
- 1988年（昭和63年）
  - 3月1日 - 泉市の仙台市への合併により、仙台市立向陽台小学校と改称。
  - 5月10日 - プール内装工事完了。
  - 9月12日 - 『入山文庫』開設。
- 1992年（平成4年）3月20日 - 太陽電池時計設置（第17回卒業生寄贈）。
- 1993年（平成5年）4月1日 - 仙台市立松陵西小学校が分離開校し、永和台地区の一部の児童が移籍。
- 1994年（平成6年）
  - 3月2日 - 飼育小屋完成。
  - 4月29日 - この日開催の運動会を、『20周年記念大運動会』として開催。
  - 9月29日 - 20周年記念事業として、観察池設置。
  - 10月29日 - 20周年記念学芸会開催。
  - 11月5日 - 開校20周年記念式典挙行。
- 1995年（平成7年）9月18日 - 仙台市教委事業として、ランチルーム新設。
- 1998年（平成10年）
  - 7月22日 - この日から11月6日まで、耐震補強工事実施。
  - 7月24日 - 「子ども110番の家」設置（20か所）。
- 2003年（平成15年）2月1日 - ひろびろトイレ設置。
- 2004年（平成16年）
  - 5月15日 - 開校30周年記念式典挙行。
  - 5月25日 - JRC加盟登録式挙行。
  - 5月29日 - この日開催の運動会を、『30周年記念大運動会』として開催。
- 2006年（平成18年）3月29日 - 向陽台マイスクール閉級式挙行。
- 2007年（平成19年）6月6日 - 「学校の森」完成披露式挙行。
- 2011年（平成23年）
  - 3月11日 - 14時46分頃に東日本大震災発生。本校に避難所が開設され、約500人が避難。
  - 9月16日 - 復興ミニライブ開催。
  - 11月18日 - 故郷復興プロジェクト実施。
- 2017年（平成29年）8月25日 - 向小の森「ありがとうの山」山開きの会開催。
- 2018年（平成30年）
  - 9月11日 - 災害時給水施設設置完了し、地域説明会開催。
  - 9月22日 - 向陽台学区地域合同防災訓練実施。
  - 10月29日 - 特別支援学級（肢体不自由学級）新設。
- 2019年（平成31年・令和元年）
  - 2月20日 - 屋外照明施設完成し、引渡し。
  - 4月25日 - 町内会等への屋外照明施設利用説明会開催。
  - 6月7日 - 集団下校訓練・下校ルート改定。
  - 8月25日 - 大規模改修1期工事着工（照明・内装・トイレ・エアコン設置等）。
  - 12月23日 - 大規模改修2期工事着工。
- 2020年（令和2年）
  - 9月 - 大規模改修4期工事。
  - 9月25日 - エアコン設置工事完了。
- 2021年（令和3年）
  - 2月19日 - 大規模改修工事完成。
  - 3月9日 - GIGAスクール端末chromebookを配備。
  - 6月17日 - 図書室エアコン工事。

## 学区
出典
- 明石南1丁目
- 明石南2丁目
- 明石南3丁目
- 明石南4丁目
- 明石南5丁目
- 明石南6丁目
- 向陽台1丁目
- 向陽台2丁目
- 向陽台3丁目
- 向陽台4丁目
- 向陽台5丁目
- 山の寺1丁目
- 山の寺2丁目（1〜4番を除く）
- 山の寺3丁目
- 市名坂（字天神沢）
- 七北田（字笹（3～11番、12番の一部、13～16番、18～77番、78番の一部、80番）、字滝原、字寺沢）

## 主な進学先
出典
- 向陽台中学校

## 卒業生
- 加藤嵩都（プロバスケットボール選手・さいたまブロンコス所属） - 2011年度卒業

## 周辺
- 仙台市立向陽台五丁目公園
- 社会福祉法人はるかぜ福祉会向陽台はるかぜ保育園 - 進学前保育園のひとつ
- 向陽台老人憩の家
- 洞雲寺
- 秋薫神社

## アクセス
- 宮城交通バス
  - 「向陽台線」・「向陽台循環線」で、学校正門まで、
    - 「向陽台二丁目南」停留所から、徒歩約600m・約9分。
    - 「向陽台四丁目」停留所から、徒歩約580m・約9分。

  - 「東向陽台線」・「向陽台循環線」で、学校正門まで、
    - 「山の寺三丁目北」停留所から、徒歩約625m・約9分。
    - 「山の寺三丁目南」停留所から、徒歩約610m・約9分。
- 仙台市地下鉄南北線泉中央駅から、上述の宮城交通バスに乗車し、最寄り停留所下車後、徒歩。
- 東北自動車道泉ICから、車で学校正門まで、約3.3km・約6分。